# Víctor Malcorra
Víctor Ignacio Malcorra (Río Colorado, 24 luglio 1987) è un calciatore argentino, centrocampista del Rosario Central.

## Caratteristiche tecniche
È un esterno sinistro.

## Palmarès

### Club

#### Competizioni nazionali
- Copa de la Liga Profesional: 1

Rosario Central: 2023